# Rodzina (miesięcznik)
Rodzina – starokatolickie pismo wydawane przez Społeczne Towarzystwo Polskich Katolików, w którym prezentowane są  artykuły, reportaże i wiadomości z życia Kościoła Polskokatolickiego w RP. Miesięcznik można nabyć w cenie 2 zł we wszystkich parafiach Kościoła Polskokatolickiego w RP i siedzibach STPK w kraju.
Obecnie "Rodzinę" redagują 2 osoby, jej druk w ostatnich latach jest deficytowy, ale mimo tego, ten obecnie miesięcznik religijno-społeczny Kościoła w niewielkim nakładzie jest rozprowadzany gratis do wszystkich parafii przez STPK.

## Adres redakcji
Rodzina – miesięcznik katolicki
ul. Czardasza 18, 02-169 Warszawa
tel.: 0-22-868-32-47